# Đào Văn Tiến
Đào Văn Tiến (23 tháng 8 năm 1920 – 3 tháng 5 năm 1995) là nhà sinh học Việt Nam, đặc biệt có nhiều công trình trong lĩnh vực động vật học. Ông được trao tặng Giải thưởng Hồ Chí Minh về khoa học công nghệ đợt I (1996).

## Tiểu sử
Ông sinh năm 1920 tại thành phố Nam Định, trong một gia đình có truyền thống nho học.
Năm 1942, khi còn là sinh viên Viện Đại học Đông Dương, ông đã cùng người bạn là Đặng Vũ Kha dưới sự hướng dẫn của giáo sư Boris Noyer, nghiên cứu về máu loài ba ba và sử dụng tim của nó trong sinh lý học, đã được đăng trên Tạp chí khoa học của trường. Ông tốt nghiệp Cử nhân Vạn vật học rồi tốt nghiệp Cao học về động vật học tại Trường Đại học Đông Dương năm 1944.
Đầu những năm 1940, lúc Giáo sư Hoàng Xuân Hãn đã xuất bản các cuốn Danh từ khoa học (phần toán, lý, hóa, cơ, thiên văn), ông đề nghị được viết tiếp phần Vạn vật học (tức Sinh học). Cuốn sách Danh từ khoa học (phần Vạn vật học) được Tổng Hội sinh viên cứu quốc xuất bản vào tháng 10 năm 1945, được Hoàng Xuân Hãn viết lời tựa. Cuốn sách gồm hơn 7000 thuật ngữ sinh học bằng Tiếng Việt và Hán Việt. Đây là tập sách thứ hai đối chiếu tiếng Pháp và tiếng Việt về sinh học, sau cuốn Danh từ thực vật của hai kỹ sư nông học Nguyễn Hữu Quán và Lê Văn Căn.
Năm 1946, sau khi Toàn quốc kháng chiến bùng nổ, ông lên chiến khu Việt Bắc, phục vụ trong Cục quân y và tham gia giảng dạy ở Trường quân y sĩ. Năm 1951, ông giảng dạy tại Trường Khoa học cơ bản và Sư phạm Cao cấp Trung ương ở Tuyên Quang, về sau di chuyển lên Nam Ninh, Trung Quốc.
Năm 1954, sau khi miền Bắc giải phóng, Trường Đại học Sư phạm Khoa học được thành lập tại Hà Nội. Ông trở về giảng dạy tại Khoa khoa học tự nhiên. Năm 1956 Trường Đại học Sư phạm Khoa học tách thành 2 trường: Trường Đại học Sư phạm Hà Nội và Trường Đại học Tổng hợp Hà Nội, ông tiếp tục giảng dạy, trở thành chủ nhiệm Khoa sinh học của Trường Đại học Tổng hợp (nay là Trường Đại học Khoa học Tự nhiên, Đại học Quốc gia Hà Nội)). Ông còn giảng dạy tại Đại học Y Hà Nội.
Ông là Chủ tịch danh dự Hội Sinh học Việt Nam, Uỷ viên ban nghiên cứu nghề cá miền Tây Thái Bình Dương (1956-1966), Ủy viên Ủy ban Quốc tế nghiên cứu động vật có vú, uỷ viên Hội đồng nghiên cứu thú quốc tế (ITG), hội viên danh dự Hội nghiên cứu thú Liên Xô. Ông là giáo viên thỉnh giảng các trường đại học Paris (1979), Phnôm Pênh (1981), Antananarivo (1983).
Giáo sư Đào Văn Tiến đột ngột qua đời ngày 3 tháng 5 năm 1995 sau một cơn nhồi máu cơ tim.

## Công trình
Kể từ năm 1955, ông triển khai chương trình khoa học rộng lớn kéo dài trong nhiều năm: Điều tra cơ bản khu hệ động vật, ký sinh trùng và côn trùng ở miền Bắc Việt Nam. Ông trực tiếp đảm nhận về các loài thú, tổ chức nhiều đợt đi khảo sát thực địa khắp miền Bắc. Trong 20 năm, ông đã phát hiện ra 10 loài động vật mới, người đầu tiên mô tả hai loài phụ voọc ăn lá (voọc Hà Tĩnh và voọc mào), là người đầu tiên tìm thấy loài phụ vượn đen tuyền ở vùng đồng bằng sông Hồng và vùng biên giới Đông Bắc giáp Trung Quốc. Ông đã viết hàng trăm bài báo về nguồn tài nguyên động vật hoang dã, sinh thái, sinh học, tập tính các loài động vật Việt Nam, cũng là người đầu tiên viết các khoá tra cứu phân loại các nhóm động vật: Ếch nhái, thằn lằn, rắn, rùa, cá sấu và chuột của Việt Nam. Công trình Khảo sát thú miền Bắc Việt Nam (1969) cùng với Bước đầu xác định các loài thú ở miền Nam Việt Nam của Van Penen là hai cuốn sách cơ bản nhất trong hệ thống các công trình nghiên cứu hệ động thực vật khu vực Đông Á.
Ngoài ra, ông có nhiều bài báo mang tính chiến lược: Tình hình và xu thế hiện đại của khoa học sinh thái học động vật, Cách mạng khoa học kỹ thuật trong sinh vật học hiện đại, Các ngành sinh vật học với nhiệm vụ cách mạng, Triển vọng của ngành sinh vật học Việt Nam... Ông cũng quan tâm đến vấn đề môi trường với những bài báo như: Về một kế hoạch phát triển giáo dục môi trường ở Việt Nam; Thực hiện cho được giáo dục môi trường ngoài nhà trường, Về việc xây dựng các vườn quốc gia và khu dự trữ thiên nhiên, Con người và thiên nhiên, Quy hoạch và quản lý rừng của đất nước, Một số suy nghĩ về xây dựng và phát triển kinh tế miền núi Tây Bắc Việt Nam, Vài suy nghĩ về trồng cây gây rừng, Tình trạng nguồn lợi động vật hoang dại ở Việt Nam.... Tháng 4 năm 1974, ông đã có báo cáo: Một vấn đề lớn về môi trường đặt ra ở miền Nam Việt Nam tại hội thảo quốc tế về bảo vệ môi trường tại Hereeo Novi.
Với hàng chục năm nghiên cứu và giảng dạy, ông là một trong những người xây dựng nền móng cho sinh học Việt Nam. Tác phẩm chính: Động vật có xương sống (1971), Khảo sát thú miền Bắc Việt Nam (1969), Hỏi đáp về động vật (1973) cùng 94 bài báo trên các tạp chí chuyên ngành bằng tiếng Anh, tiếng Pháp, tiếng Nga và tiếng Việt.

## Tặng thưởng
Ông được phong hàm Giáo sư (1980) và danh hiệu Nhà giáo nhân dân (1989) cùng nhiều huân, huy chương khác. Năm 1996, ông được truy tặng Giải thưởng Hồ Chí Minh đợt I cho Tập hợp các công trình điều tra cơ bản về động vật học ở Việt Nam (1957-1980).

## Gia đình
Vợ ông là Nguyễn Thị Hồng - kỹ sư hoá, Chủ nhiệm Bộ môn Sinh - Hoá của Viện Công nghiệp thực phẩm. Hai người con trai của ông là GS TS Đào Tiến Khoa, cán bộ Viện Năng lượng Nguyên tử và NSUT họa sĩ Đào Hồng Hải, họa sĩ chủ công của Xưởng phim truyện Hà Nội.